# PZL TS-11 Iskra
PZL TS-11 Iskra — польский двухместный реактивный учебно-боевой самолёт, основным назначением которого являлась лётная подготовка пилотов ВВС.
PZL TS-11 был первым реактивным самолётом, разработанным в Польше. Работа по разработке данного самолёта началась в 1957 г., первый прототип поднялся в воздух 5 февраля 1960 года, следующие два прототипа - в марте и июле 1961 г. Главным конструктором был Тадеуш Солтык (отсюда и обозначение TS).
ТS-11 Искра-бис выпускался с 1963 г. Серийно производился до 1987 года (построено 424 самолёта). 50 самолётов было экспортировано в Индию в 1975 г., а затем ещё 26 в 1990 году.

## Тактико-технические характеристики
- Год ввода на вооружение — 1963
- Размах крыла — 10,06 м
- Длина самолёта — 11,15 м
- Высота самолёта — 3,50 м
- Площадь крыла — 17,50  м²
- Масса, кг — пустого самолёта — 2560
- нормальная взлётная  — 3734
- максимальная взлётная — 3840
- Максимальная скорость, км/ч — на высоте 5000 м — 720
- Практическая дальность — 1250 км
- Практический потолок — 11000 м
- Экипаж — 2 чел